# Kate Burton
Katherine Burton (Ginevra, 10 settembre 1957) è un'attrice britannica naturalizzata statunitense.

## Biografia
Nata a Ginevra, ha il doppio passaporto: britannico (è in particolare originaria del Galles) e statunitense. I suoi genitori sono l'attore Richard Burton e la produttrice Sybil Williams, che divorziarono quando aveva 7 anni.
Ha esordito giovanissima in Anna dei mille giorni (1969), in cui tuttavia non è accreditata. In televisione ha avuto successo partecipando tra l'altro a Grey's Anatomy e a Scandal.
Ha ricevuto tre candidature ai Primetime Emmy Awards e tre al Tony Award.

## Vita privata
Sposata dal 1985 con Michael Ritchie, che si occupa di teatro in Massachusetts, ha due figli, Morgan (nato nel 1988) e Charlotte (nata nel 1989).

## Filmografia parziale

### Cinema
- Anna dei mille giorni (Anne and the Thousand Days), regia di Charles Jarrott (1969) - non accreditata
- Grosso guaio a Chinatown (Big Trouble in Little China), regia di John Carpenter (1986)
- Cercasi superstar (Life with Mikey), regia di James Lapine (1993)
- August, regia di Anthony Hopkins (1996)
- Il club delle prime mogli (The First Wives Club), regia di Hugh Wilson (1996)
- Tempesta di ghiaccio (The Ice Storm), regia di Ang Lee (1997)
- Celebrity, regia di Woody Allen (1998)
- L'amore infedele - Unfaithful (Unfaithful), regia di Adrian Lyne (2002)
- Swimfan - La piscina della paura (Swimfan), regia di John Polson (2002)
- Stay - Nel labirinto della mente (Stay), regia di Marc Forster (2005)
- Disastro a Hollywood (What Just Happened), regia di Barry Levinson (2008)
- Max Payne, regia di John Moore (2008)
- Spooner, regia di Drake Doremus (2009)
- Remember Me, regia di Allen Coulter (2010)
- 127 ore (127 Hours), regia di Danny Boyle (2010)
- Puncture, regia di Adam Kassen e Mark Kassen (2011)
- Liberal Arts, regia di Josh Radnor (2012)
- 2 giorni a New York (2 Days in New York), regia di Julie Delpy (2012)
- Mariachi Gringo, regia di Tom Gustafson (2012)
- A piedi nudi (Barefoot), regia di Andrew Fleming (2014)
- Martyrs, regia di Kevin Goetz e Michael Goetz (2015)
- Che fine ha fatto Bernadette? (Where'd You Go, Bernadette), regia di Richard Linklater (2019)
- Dumb Money, regia di Craig Gillespie (2023)
- Our Son, regia di Bill Oliver (2023)

### Televisione
- Home Fires – serie TV, 6 episodi (1992)
- Monty – serie TV, 13 episodi (1994)
- Il diario di Ellen Rimbauer (The Diary of Ellen Rimbauer), regia di Craig R. Baxley – film TV (2003)
- The Practice - Professione avvocati (The Practice) – serie TV, 9 episodi (1997-2004)
- Empire Falls - Le cascate del cuore (Empire Falls), regia di Fred Schepisi – miniserie TV (2005)
- Rescue – serie TV, 6 episodi (2005-2006)
- Medium – serie TV, 1 episodio (2008)
- Law & Order - I due volti della giustizia (Law & Order) – serie TV, 5 episodi (1992-2009)
- West Wing - Tutti gli uomini del Presidente (The West Wing) - serie TV, episodio 5x12 (2004)
- Grey's Anatomy – serie TV, 23 episodi (2005-2019, 2021-in corso)
- Grimm – serie TV, 3 episodi (2011-2017)
- The Good Wife – serie TV, 3 episodi (2009-2012)
- Veep - Vicepresidente incompetente (Veep) – serie TV, 3 episodi (2012-2017)
- Full Circle – serie TV, 5 episodi (2015)
- Scandal – serie TV, 42 episodi (2012-2018)
- Extant – serie TV, 6 episodi (2015)
- This Is Us – serie TV, 2 episodi (2018)
- Modern Family – serie TV, episodio 9x21 (2018)
- Mr. Mercedes – serie TV, 3 episodi (2018)
- The Gifted – serie TV, episodi 2x08-2x09 (2018)
- Supergirl – serie TV, episodio 4x11 (2019)
- Strange Angel – serie TV, 4 episodi (2019)
- NCIS: New Orleans – serie TV, episodio 5x19 (2019)
- Homeland - Caccia alla spia (Homeland) – serie TV, episodio 8x07 (2020)
- Streghe (Charmed) – serie TV, 2 episodi (2020)
- Tredici (13 Reasons Why) – serie TV, episodio 4x10 (2020)
- Inventing Anna – serie TV, 3 episodi (2022)
- The Dropout – serie TV, 5 episodi (2022)
- Bosch: l'eredità (Bosch: Legacy) – serie TV, 5 episodi (2022)
- Bull – serie TV, episodio 6x21 (2022)
- FBI - serie TV, episodio 6x11 (2024)

## Doppiatrici italiane
Nelle versioni in italiano dei suoi lavori, Kate Burton è stata doppiata da:
- Aurora Cancian in Law & Order - I due volti della giustizia, L'amore infedele - Unfaithful, Grey's Anatomy, Law & Order - Unità vittime speciali, Remember Me, Scandal, Rake, FBI, The Mosquito Coast
- Lorenza Biella in Grosso guaio a Chinatown, 127 ore, Criminal Minds: Suspect Behavior, Che fine ha fatto Bernadette?
- Anna Rita Pasanisi in Max Payne, Homeland - Caccia alla spia, Veep - Vicepresidente incompetente, The Good Wife
- Alessandra Korompay in Grimm, Streghe
- Vittoria Febbi in Stay - Nel labirinto della mente
- Micaela Esdra in Mistrial
- Serena Verdirosi in Swimfan - La piscina della paura
- Graziella Polesinanti in Celebrity
- Roberta Greganti in August
- Beatrice Margiotti in Empire Falls - Le cascate del cuore
- Stefania Patruno in Law & Order - Criminal Intent
- Paola Giannetti in Law & Order - I due volti della giustizia (ep. 20x09)
- Ludovica Modugno in The Closer
- Manuela Andrei in Grey's Anatomy (st. 11)
- Melina Martello in A piedi nudi
- Loredana Nicosia in Tredici
- Antonella Giannini in Modern Family
- Monica Migliori in Supergirl
- Angiola Baggi in Inventing Anna
- Chiara Salerno in The Dropout
- Rossella Izzo in Bosch: l'eredità
- Emanuela Baroni in Bull
- Stefanella Marrama in The First Lady